# Нимфа в раковине (скульптура)
«Нимфа в раковине» — историческая садово-парковая скульптура середины XIX века. Располагается в Верхнем парке Ораниенбаума на западном берегу Китайского пруда, близ перголы. Объект культурного наследия России федерального значения.

## История

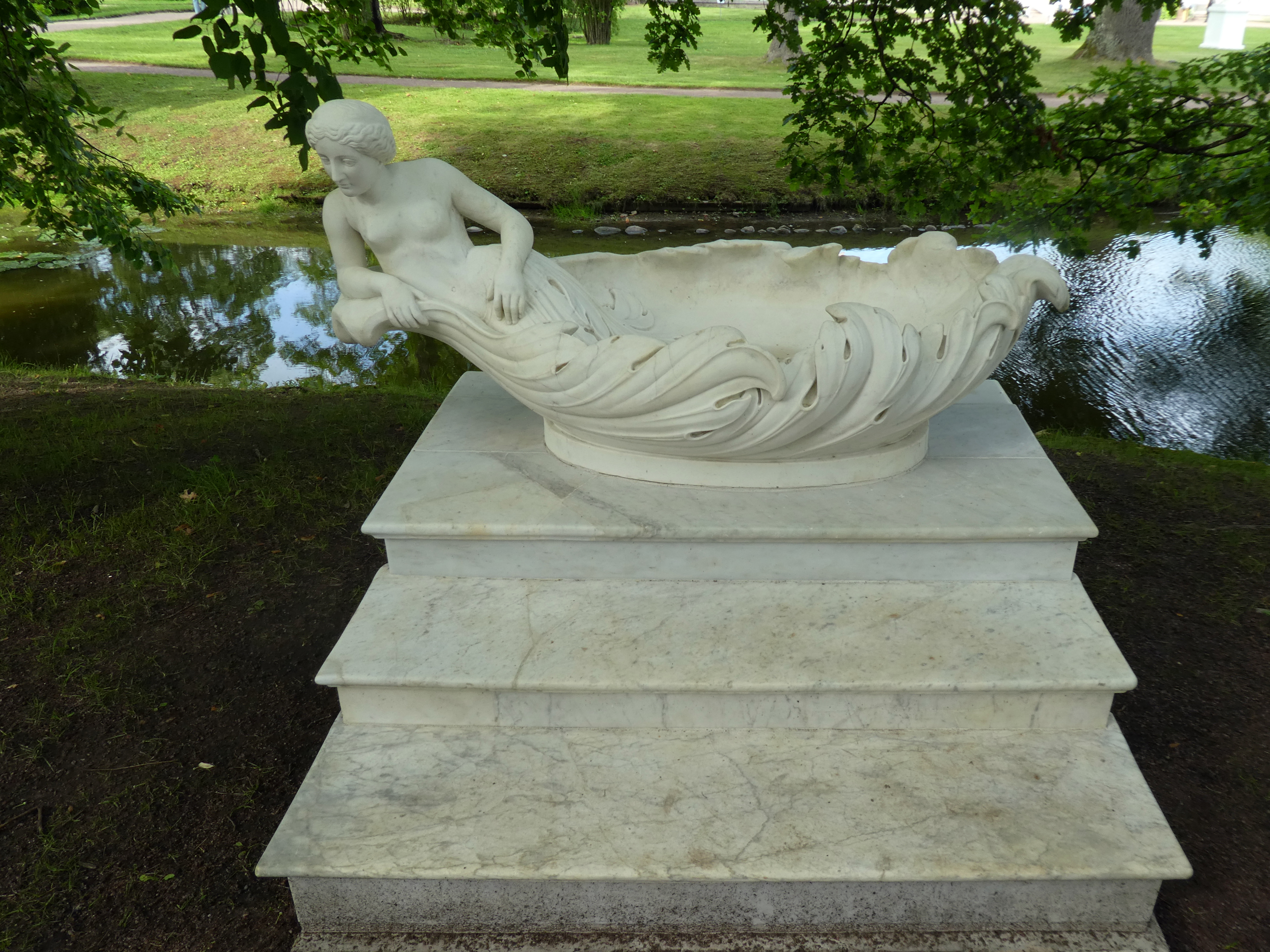
Копия скульптуры с подставкой, 2023 год

Мраморная композиция «Нимфа в раковине» была предположительно доставлена в Ораниенбаум в 1860-х годах и установлена на западном берегу Китайского пруда ко времени завершения строительства перголы. Считается, что она изготовлена неизвестным итальянским (или же французским) мастером в 1850-х годах. Также существует предположение, что автором композиции мог быть вюртембергский скульптор Йозеф фон Копф, основанное на сходстве мотивов, композиционных приемов, стилистических и пластических особенностей «Нимфы в раковине» и скульптурной группы «Тритон, спасающий детей-амуров» работы Копфа, установленной в Китайском пруду в 1861 году, однако эта версия не имеет достаточно убедительных доказательств.
Первоначально «Нимфа в раковине» представляла собой фонтанную скульптуру: струи воды стекали из чаши-раковины по мраморным ступеням подставки, которая предположительно была изготовлена также в 1860-х годах. Однако уже к рубежу XIX—XX веков фонтан не действовал.
Во время Великой Отечественной войны большинство скульптур Ораниенбаумского парка было спрятано в укрытиях. После войны они были отреставрированы и вновь установлены в парке. При этом есть сведения, что «Нимфа в раковине» в военные годы оставалась на своём месте в перголе и получила серьёзные повреждения. В музейной описи от 1947 года отмечалось, что скульптура загрязнена и покрыта трещинами, также было сильно повреждено лицо нимфы. В 1949 году реставрация скульптур перголы, в том числе и композиции «Нимфа в раковине», была завершена.
В 2000-х годах скульптура была убрана в музейное хранилище в связи с её плохим состоянием и началом реставрационных работ на территории Ораниенбаумского дворцово-паркового ансамбля. Также была демонтирована и убрана в хранилище частично сохранившаяся мраморная облицовка подставки, но её каменное основание осталось на прежнем месте у перголы.
Новая реставрация скульптуры была произведена в 2020 году. Однако с целью уберечь подлинник от негативного влияние холодного и влажного климата и одновременно сохранить исторически сложившуюся скульптурно-парковую композицию, руководство музея приняло решение заменить скульптуру копией, которая была создана мастерами реставрационной мастерской «Наследие» в 2021—2022 годах в рамках социального проекта «Неделя женского здоровья» фармацевтической компании «Gedeon Richter». Копия «Нимфы в раковине» была установлена на первоначальном месте и торжественно открыта 18 апреля 2022 года. Оригинальная скульптура остаётся в хранилище музея.

## Описание
Длина скульптурной композиции — 162 см, ширина — 72 см, высота — 73 см, исходный материал — белый мрамор. Скульптура изображает обнажённую нимфу, которая полулежит в большом фигурном листе, опираясь на правый локоть и положив левую руку на бедро. Начиная с бёдер, фигура охвачена листьями аканта. Установлена на известковой подставке высотой 51 см и шириной 136 см. Подставка имеет форму лестницы из трёх ступеней, облицованных белым мрамором.